# Wienerkongressen
Wienerkongressen er betegnelsen for Fredskongressen i Wien fra maj 1814 til juni 1815, der skulle ordne Europas politiske forhold efter Napoleonskrigene. Retningslinjer for Wienerkongressen var at genoprette ligevægten fra før den franske revolution og at skabe garantier mod fremtidige franske erobringer. Den var det hidtil mest omfattende stormagtsmøde for at skabe orden efter en storkrig.
Wienerkongressen var ledet af den østrigske udenrigsminister fyrst Metternich. De vigtigste deltagere udover Østrigs repræsentant var repræsentanter for de fire øvrige stormagter; Ruslands zar Alexander 1., Preussens udenrigsminister Hardenberg, Frankrigs udenrigsminister Talleyrand og engelskes udenrigsminister Castlereagh og hertugen af Wellington. Derudover var de regionale magter Spanien, Sverige og Portugal, der havde kæmpet mod Napoleon, også med i den primære kongres, men med mindre indflydelse. Stort set alle stater i Europa var repræsenteret på en eller måde og søgte at fremme deres sag, fx var Danmark repræsenteret ved kong Frederik 6. og udenrigsminister Rosenkrantz.
Kongressens fastlagde ikke blot fremtidige statsgrænser, men beskæftigede sig også med spørgsmål som sejlads på grænseoverskridende europæiske floder, slaveriets afskaffelse og diplomaters indbyrdes rang.
Selve underskrivelse skete 9. juni 1815, ni dage før Napoleons endelige nederlag ved Waterloo.

## Baggrund
I Parisfreden den 30. maj 1814, den såkaldte Første Parisfred, som fulgte efter sjette koalitionskrig, bestemtes i artikel 32, at de otte magter, som undertegnede fredsaftalen ("signatarmagterne") sammen med andre fyrster og stater, som havde deltaget i krigen mod Napoleon, skulle fortsætte forhandlingerne om de spørgsmål, som var blevet udskudte med hensyn til afgørelse i Paris, og gøre de tiltag, som nødvendiggjordes af opløsningstilstanden i Europa efter 23 års krig. Forhandlingerne skulle ske på en kongres i Wien med repræsentanter for de deltagende magter. De otte signatarmagter var Østrig, Rusland, England, Preussen, Frankrig, Spanien, Portugal og Sverige. Totalt deltog omkring 200 stater, herunder mange små stater.
Allerede inden Parisfreden var der blevet indgået overenskomster om visse vigtige forandringer af Europakortet, blandt andet at Norge skulle overdrages til Sverige som belønning for Sveriges deltagelse i kampen mod Napoleon. Dette fastlagdes ved Sveriges aftale med Rusland den 5. april 1812, med England den 3. marts 1813, med Preussen den 22. april 1813, og bekræftedes ved Freden i Kiel den 14. januar 1814 og garanteredes ved den svensk-østrigske traktat den 2. februar 1814. Videre var aftalt, at Preussen og Østrig skulle genetableres til deres tidligere størrelser, og at Huset Welf skulle genindsættes i Hannover og Braunschweig.

## Opstart og deltagere
I løbet af september og oktober 1814 samledes deltagerne i kongressen, som officielt åbnedes i november 1814. Blandt kongressens deltagere var den østrigske statskansler fyrst Klemens von Metternich den centrale figur, og sammen med friherre Johann von Wessenberg repræsenterede Østrig. De øvrige signatarmagters udsendinge var: Ruslands fyrst Andrej Razumovskij samt greverne Gustav Ernst von Stackelberg og Karl Robert von Nesselrode, Englands fyrst viscount Castlereagh, der efter hertugen af Wellington samt efter hans afrejse earlerne Clancarty og Cathcart samt lord Stewart, Preussens fyrst Karl August von Hardenberg og friherre Wilhelm von Humboldt, Bayerns fyrst Wrede, Hannovers grev Münster, kardinal Consalvi på vegne af paven, Frankrigs fyrst Charles Maurice de Talleyrand, hertugen af Dalberg samt greverne de Latour du Pin og de Noailles, Spaniens don Pedro Gómez Labrador,> Portugals greve Pedro de Sousa Holstein de Palmella, António de Saldanha da Gama og Joaquim Lobo da Silveira Sveriges greve Carl Axel Löwenhielm.
Storbritannien, Rusland, Østrig og Preussen, samt nogle måneder senere Frankrig, dominerede helt kongressens beslutninger.
Kejseren af Rusland, kongerne af Preussen, Danmark, Bayern og Württemberg samt en række andre tyske og italienske fyrster besøgte kongressen. Ligeledes opholdt sig på denne tid i Wien udsendinge fra alle Europas stater bortset fra Det Osmanniske Rige, samt en mængde statsmænd, kunstnere, forfattere og medlemmer af de højere samfundslag fra mange lande.
Stort set alle stater i Europa var repræsenteret på en eller måde og søgte at fremme deres sag, fx var Danmark repræsenteret ved Frederik 6. og udenrigsminister Rosenkrantz. Sidstnævnte havde som engelskvenlig foreslået kongen at trodse fransk dominans og alliere sig med England, da Napoleon angreb Rusland i 1812.
Folkeviddet i Wien karakteriserede kongressen på følgende måde: "Czar Alexander I elsker for alle, Kongen af Danmark taler for alle, og Kejser Franz betaler for alle".

## Organisation
Den øverste ledelse af kongressen kom til at ligge i hænderne på en centralkomité bestående af omkring 20 medlemmer fra de otte signatarmagter under Metternichs ledelse. På grund af de omfattende og komplicerede spørgsmål blev det tillige nødvendigt at oprette en række forberedende komitéer. De vigtigste af disse var:
- Komitéen for bestemmelse af Polens og Sachsens skæbne, hvor Østrigs, Ruslands og Preussens repræsentanter deltog, med Englands som formidler,
- Komitéen for ordning af den tyske forfatning, hvor Østrigs, Preussens, Bayerns, Württembergs og Hannovers repræsentanter deltog,
- Komitéen for de schweiziske anliggender,
- Komitéen for de italienske anliggender,
- Komitéen for regulering af skibsfarten på Rhinen og Schelde
- Komitéen for spørgsmålet om slavehandelens afskaffelse,
- Komitéen for bestemmelse af rangen mellem de forskellige magter m.m.

I de to sidst nævnte komitéer deltog blandt andre Sveriges repræsentant.
Forhandlingerne tog således i hovedsagen form af enkelte forhandlinger mellem de i respektive spørgsmål særligt interesserede staters repræsentanter, og stormagternes repræsentanter fortsatte med at holde hemmelige forhandlinger indbyrdes, ved siden af de offentlige møder, og det var ved stormagtsforhandlingerne, at de vigtigste beslutninger blev truffet. Centralkomitéen trådte i perioden 1. november 1814 - 19. juni 1815 blot sammen 17 gange.
Østrigs kejser Frans 1. viste kongressen stor gæstfrihed, og under en næsten uafbrudt række af festligheder skred forhandlingerne i begyndelsen kun langsomt fremad. Fyrst Charles-Joseph de Ligne ytrede de bekendte ord Le congrès danse, mais il ne marche pas ("Kongressen danser vel, men skrider ikke fremad").

## Større konfliktspørgsmål
Spørgsmålene om Polens og Sachsens skæbne fremkaldte de største spændinger. Kejser Alexander 1. ønskede, at Hertugdømmet Warszawa, skabt af Napoleon, skulle forblive et med nationale institutioner forsynet kongerige, som skulle stå under Ruslands protektorat. Preussen ønskede at annektere hele kongeriget Sachsen og overtog i november 1814 forvaltningen af dette land. Inden for komitéen modsatte Metternich og Castlereagh sig imidlertid, at hele Sachsen skulle annekteres, og at Rusland skulle udvides, og uden for komitéen arbejdede Talleyrand energisk i samme ånd. Man havde svært ved at blive enige, og stormagterne gennemførte omfattende rustninger for det tilfældes skyld, at forhandlingerne ville bryde sammen. For at forebygge en krig erklærede Alexander sig rede til en deling af det polske område. Men Preussen tilkendegav, at dets hensigt var at forsvare sin "ret" med våbenmagt. Dette førte til en hemmelig forsvarsaftale den 3. januar 1815 mellem Østrig, England og Frankrig, som også Bayern, Hannover og Nederlandene blev indbudte til at komme med i. Med tre stormagter imod sig lod Preussen sig formå til at gøre indrømmelser. I midten af februar 1815 kunne de sachsisk-polske spørgsmål anses at være i det væsentlige løste.
Det tyske udvalg beskæftigede sig allerede i oktober 1814 med spørgsmålet om Tysklands forfatning, og flere forslag fremsattes. Østrigs og Preussens rivalitet samt de mellemstore magters (Bayern, Württemberg med flere) ønsker om at bevare deres suverænitet umuliggjorde oprettelsen af et kejserrige, hvilket småstaterne havde støttet. Til sidst besluttedes på en almen sammenkomst mellem samtlige tyske staters repræsentanter, at man skulle oprette et forbund på grundlag af et forslag fremsat af Østrig i maj 1815, og den 8. juni 1815 undertegnedes den akt, som konstituerede det Tyske Forbund.

## Napoleons tilbagevenden
Kongressens arbejde fremmedes, og den hidtil rådende uenighed blev afløst af enighed, da man fik nyheden, at Napoleon havde forladt Elba. Nyheden nåede Metternich natten mellem den 6. og 7. marts 1815 efter en hof-fest og meddeltes straks til de to kejsere og kongen af Preussen, som omgående erklærede sig rede at opretholde verdensfreden, om nødvendigt med våbenmagt. Efter, at man havde fået underretning om, at Napoleon var gået i land i Frankrig, enedes de fem stormagter på Talleyrands opfordring den 13. marts om en deklaration, hvori Napoleon erklæredes "som fjende og forstyrrer af verdens fred var hjemfalden til den offentlige hævn". Erklæringen forelagdes centralkomitéen og udfærdigedes samme dag, forsynet med alle komitémedlemmernes underskrift. Den 25. marts fornyede Østrig, England, Rusland og Preussen Chaumontaftalen, som var blevet indgået året inden, samt påtog sig at stille med 150.000 mand hver. De andre medlemmer af centralkomitéen blev anmodet om at tilslutte sig denne erklæring, men den svenske repræsentant Löwenhielm erklærede, at han først måtte indhente sit hofs stillingtagen. Inden svaret ankom, blev han hårdt presset med opfordringer til at redegøre for Sveriges holdning til Napoleon. Da svaret endelig kom, indebar det, at Sverige erklærede sig rede at stille 20-30.000 mand til den fælles sag, hvis man fik forsikringer om lempelige subsidier.

## Slutakten
For at redigere den endelige traktat, som skulle sammenfatte alle aftalerne fra kongressen, nedsattes en komité af tre hovedredaktører under ledelse af Friedrich von Gentz, og et medlem for hver af de otte signatarmagter. Efter, at de enkelte komitéers beslutninger var blevet bekræftede af centralkomitéen, indførtes de under redaktionskomitéens oversyn i den så kaldte Wien-slutakt, som er dateret den 9. juni 1815 og indeholder 121 artikler.
Den er undertegnet af centralkomitéens daværende medlemmer (17 personer), med undtagelse af Spaniens repræsentant, som nægtede at skrive under. Löwenhielm skrev under med reservation mod artiklerne 101, 102 og 104 (som indebar, at bourbonerne i Neapel genindsattes, men derimod ikke bourbonerne i Parma). Paven, som repræsenteredes af kardinal Ercole Consalvi, nedlagde sin protest mod akten, eftersom hans fordringer ikke var blevet opfyldt fuldt ud.

## Wienerkongressens udfald
De vigtigste blandt slutaktens bestemmelser er følgende:

### Sejlads på transnationale floder
Skibsfarten på de floder, som flød gennem flere stater eller udgjorde en grænse mellem dem, erklæredes fri.

### Slavehandelens ophævelse
Slavehandel blev formelt fordømt og forbudt. I en deklaration af 8. februar 1815 erklæredes det for ønskeligt, at den afrikanske slavehandel skulle afskaffes. Tidspunktet for de nødvendige tiltag blev det overladt til landene selv at bestemme. Forslaget var Englands, men mødte protester fra Spaniens og Portugals side. Denne deklaration erklæredes at have samme kraft, som om den ord for ord var blevet indskrevet i slutakten.

### Diplomatiske tjenestemænds stilling
Det samme gjaldt det 19. marts 1815 af de otte signatarmagter underskrevne reglement angående diplomatiske tjenestemænds rang. Dette grundlag for det internationale diplomatiske forhold, som gjorde en ende på de stadige tvister om foretræde mellem staternes repræsentanter, indebar blandt andet, at repræsentanterne blev inddelte i tre klasser:
1. ambassadører,
2. envoyéer og andre hos suverænen akkrediterede ministre,
3. chargé d’affaires
at ekstraordinære repræsentanter ikke på grund af denne egenskab har højere rang, at diplomaterne har rang inden for sin klasse efter datoen for den første officielle tilkendegivelse om deres ankomst, at slægtskab, familiebånd eller politiske alliancer mellem hofferne ikke giver deres diplomatiske repræsentanter nogen særskilt rang.

### Det Tyske Forbund afløser Det tysk-romerske rige
Det tysk-romerske rige genoprettedes ikke, men erstattedes af det Tyske forbund uden et formelt statsoverhoved. En tysk konføderation, Det Tyske Forbund, med 39 stater blev skabt af de tidligere 400, under ledelse af den østrigske kejser. Kun mindre dele af Østrig og Preussen inkluderedes i konføderationen.

### Polen midt i striden og nøgle til løsningen
Hovedproblemet for kongressen blev genoprettelse af grænserne. Et stridspunkt blev Polen, som zaren ønskede genoprettet som russisk lydstat med preussiske jord. Det førte til, at Preussen krævede Sachsen som erstatning. Kravet blev imødegået af Metternich og vestmagterne og var nær ved at føre til sprængning, men endte med et kompromis, der lod Preussen få store dele af Sachsen, som dog overlevede. Krisen var tæt på at blive udnyttet af Frankrig til et fransk-engelsk-østrigsk samarbejde, men disse perspektiver ødelagdes ved Napoleons genkomst i marts-juni 1815.

### Arealmæssige forandringer
Flere lande oplevede bytning af territorier eller blev helt opslugt af andre lande.

#### Rusland
Rusland var en af krigens sejrherrer. Rusland havde forud for Wienerkongressen sikret sig Finland fra Sverige i 1809. Rusland fik ved Wienerkongressen størstedelen af Hertugdømmet Warszawa (Polen), og fik lov at beholde Storfyrstendømmet Finland.
Med Rusland forenedes som et særskilt kongerige under navn af Polen ("Kongrespolen") omfattende størstedelen af Hertugdømmet Warszawa, mens Posen med titel af storhertugdømme blev overdraget Preussen, og Krakau med område erklæredes som fristat under russisk-østrigsk-preussisk protektorat. Rusland tilbagegav det i 1809 af Østrig afståede Østgalizien.

#### Sverige
Sverige havde mistet Finland til Rusland i 1809, men blev senere lovet Norge som kompensation.
Sverige overdrog Svensk Forpommern til Danmark til erstatning for Norge. Danmark overdrog der efter næsten omgående området til Preussen mod at Preussen overlod hertugdømmet Lauenburg til Danmark og betalte Danmark 2,6 millioner daler.
Af mindre betydning var det, at Guadeloupe, som Sverige i 1813 ved Stockholmtraktaten havde fået af Englænderne (som havde erobret den fra Frankrig) og som Frankrig havde fået tildelt ved Freden i Paris i 1814 blev bekræftet at skulle tilhøre Frankrig.

#### Norge
Norge var ikke direkte repræsenteret ved Wienerkongressen, men det forhindrede ikke nordmændene i at markere, at de ønskede selvstændighed. Dette skete ved vedtagelsen af Eidsvoll-forfatningen. Norge endte dog dog alligevel i en personalunion med Sverige (i henhold til Mosskonventionen), Den svensk-norske union. Dog under Eidsvoll-forfatningen som gav bedre forhold for Norge end den tidligere aftale.

#### Danmark
Danmarks stilling var vanskelig. Det lå på forhånd fast, at Danmark ville miste Norge, hvilket var fastlagt ved Freden i Kiel. Det største spørgsmål var om og på hvilken måde, Danmark ville få kompensation herfor.
Danmark blev tvunget til at opgive Norge og fik til gengæld Svensk Forpommern. Dette blev næsten øjeblikkeligt solgt til Preussen for 2,6 mio. daler. Udover pengebeløbet fik Danmark yderligere Hertugdømmet Lauenburg fra Kurfyrstedømmet Braunschweig-Lüneburg/Kurfyrstedømmet Hannover, og Preussen overtog områderne i Pommern.
Danmark måtte acceptere, at Hertugdømmet Holsten blev medlem i det Tyske Forbund (sammen med Lauenborg) men beholdt overherredømmet over området.

#### Preussen
Preussen var en af krigens sejrherrer.
Preussen fik sine spredte territorier samlede til større enheder. Preussen fik to femtedele af Sachsen samt Rhinlandet, men afstod størstedelen af landvindingerne fra Polens delinger bortset fra Posen, Vestpreussen, Thorn og Danzig.
Preussen fik atter sit område således, som det havde været før Freden i Tilsit (af de polske landsdele dog kun storhertugdømmet Posen) samt fik som nyt en stor del af kongeriget Sachsen og det tidligere kurfyrstendømme Köln med flere områder på begge sider af Rhinen (modsvarende det senere Rhinprovinsen og Westfalen), men afstod Østfrisland og Hildesheim til Hannover. Hannover anerkendtes som kongerige og udvidedes med nævnte områder, men afstod Lauenburg på højre side af Elben til Preussen, som dog straks handlede området videre til Danmark.

#### Fristaden Kraków
Fristaden Kraków blev oprettet. Området var i virkeligheden den rest, der var blevet tilbage efter, at Rusland, Preussen og Østrig havde taget hver deres del af Polen.

#### Kongeriget Hannover
Hannover anerkendtes som kongerige og overdrog Lauenburg til Danmark, men fik selv takket være afståelser fra andre sider eksempelvis det tidligere preussiske Østfrisland.

#### Bayern, Württemberg, Baden, Hessen og Nassau
Størstedelen af Bayerns, Württembergs, Badens, Hessen-Darmstadts og Nassaus territoriale krav mellem 1801 og 1806 accepteredes. Bayern fik tillige kontrol over Rheinpfalz og dele af Napoleons Würzburg sammen med Frankfurt, mens Hessen-Darmstadt, i bytte for at overdrage Westfalen til Preussen, fik byen Mainz.

#### Det Forenede Kongerige Nederlandene etableres
Huset Oranien fik den Hollandske republik, der anerkendtes som kongedømme og blev udvidet med de Østrigske Nederlande (Belgien), hvilket omdannedes til det Forenede Kongerige Nederlandene; de blev tillige storhertuger af Luxembourg.
Af den tidligere republik Forenede Nederlande og de belgiske provinser dannedes det Forenede Kongerige Nederlandene, som overdroges til huset Nassau-Oranien. Som erstatning for sine nassauitiske arvelande, som blev afståede til Preussen, fik dette dynasti storhertugdømmet Luxembourg, som blev medlem af det Tyske Forbund.
Nederlandsk Ostindien blev tilbagegivet til Nederlandene.

#### Schweiz
Republikken Schweiz forøgedes med tre nye kantoner: Valais, Genève og Neuchâtel. Biskopsstiftet Basel indlemmedes i kantonen Bern. Schweiz' neutralitet godkendtes af alle.

#### Østrig
Østrig kunne regnes blandt krigens sejrherrer.
Østrig havde genvundet de lande, som var blevet tabte under krigen mod Napoleon, men fik tillige de tidligere republikker Venedigs og Ragusas områder. Af Østrigs italienske områder dannedes den 7. april 1815 kongeriget Lombardiet-Venetien. De mediatiserede og sekulariserede tyske områder blev ikke genetablerede, dog erklærede kongressen Lübeck, Bremen, Hamburg og Frankfurt a. M. på ny for frie stæder.
Det østrigske herredømme i Italien genskabtes lige som styreformerne i de uafhængige stater. Østrig genvandt kontrollen over Tyrol og Salzburg, de tidligere illyriske provinser og over Lombardiet og Venetien i Italien. Tidligere østrigske territorier i det sydvestlige Tyskland forblev under Württembergs og Badens kontrol, og ej heller de østrigske Nederlande blev genvundet.
Fyrster fra Huset Habsburg fik atter kontrol over Storhertugdømmet Toscana og Hertugdømmet Modena. Hertugdømmet Modena samt fyrstendømmerne Massa og Carrara blev tilbagegivne til sidelinjen Habsburg-Este, og også storhertugdømmet Toscana (udvidet med Elba, Stati degli presidii og fyrstendømmet Piombino) blev givet tilbage til den toscanske linje af huset Habsburg.

#### Sardinien
Sardiniens konge genindsattes i Piemonte, Nice og Savoyen. Kongeriget Sardinien genetableredes på det nærmeste til 1792 års grænser og fik tillige den forhenværende republik Genuas område.

#### Begge Sicilier
Kong Ferdinand af Napoli og Sicilien fra Huset Bourbon genvandt kontrollen over Kongeriget Napoli, efter Kong Joachim Murat af Napoli, som under "de hundrede dage" sluttede sig til sin svoger Napoleon, mistede sit kongerige. Herefter anerkendte kongressen Kong Ferdinand som konge af både Kongeriget Sicilien og Kongeriget Napoli, der blev lagt sammen til Kongeriget Begge Sicilier i 1816.

#### Parma og Lucca
Hertugdømmet Parma blev ikke tilbagegivet til huset Bourbon-Parma, men overdroges sammen med Piacenza og Guastalla til Napoleons tidligere ægtefælle kejserinde Marie Louise, kejser Frans 1.s datter. Derimod overdroges den tidligere republik Lucca som hertugdømme infantinden Maria Lovisa af Bourbon sammen med en årsrente på en halv million franc. Huset Bourbon-Parma fik ret til Parma efter Marie Louises død.

#### Kirkestaten (Vatikanet)
Kirkestaten, med undtagelse af legationen Ferraras område på venstre side af Po, blev tilbagegivet og genvandt sin tidligere størrelse, men Avignon og Comtat Venaissin forblev ved Frankrig.

#### Storbritannien
Storbritannien var en af krigens sejrherrer og beholdt sin kontrol over Kapkolonien i Sydafrika, Tobago, Ceylon, og flere andre kolonier i Afrika og Asien.
Ved Freden i Kiel havde Danmark måttet afstå øen Helgoland til Storbritannien.

#### Frankrig
Frankrig var krigens store taber. Frankrig måtte stort set afstå alle de områder, Napoleon havde vundet.
Martinique blev tilbagegivet til Frankrig.

## Frederik 6. og Wienerkongressen
Danmark var sammen med Frankrig blandt de få deltagende lande, som havde tabt krigen. Mens Frankrigs stilling som stormagt var uantastet, var Danmarks stilling langt svagere. Danmark havde flere fjender, ikke mindst den svenske kronprins Karl Johan men tillige den russiske zar, hvis opfordring om at udtræde af forbundet med Napoleon flere gange var blevet afvist af Frederik 6..
Frederik 6. valgte personligt at tage af sted den 5. september 1814 for at deltage i Wienerkongressen, fordi han var nået til den opfattelse, at den svenske trussel mod den danske stat var så stor, at han selv måtte indfinde sig i Wien.

### Baggrund
Efter Napoleons tilbagetog fra Moskva og nederlag i slaget ved Leipzig i 1813, sad han i eksil på Elba, og den svenske kronprins Karl Johan udnyttede hurtigt situationen ved at sende tropper ind i Holsten.
Her blev der så den 14. januar 1814 indgået en fredsaftale, Freden i Kiel, som i store træk gik ud på, at Frederik 6. skulle afstå Norge til den svenske konge. Til gengæld skulle Sverige afstå dele af Svensk Pommern og Rügen samt betale et klækkeligt erstatningsbeløb til Frederik 6.
Nordmændene var imidlertid ikke til sinds at overgive sig til svenskerne, og efter den grundlovgivende forsamling på Eidsvoll erklæredes landet selvstændigt, og den danske statholder og tronarving Prins Christian Frederik blev valgt til Norges konge. Men den norske modstand blev hurtigt nedkæmpet af den svenske overmagt, og ved Mosskonventionen blev våbenhvile aftalt. Aftalen indebar, at Norge måtte beholde selvstændigheden og Eidsvoll-forfatningen, men skulle indgå i en personalunion med Sverige. Da et overordentligt Storting var trådt sammen for at gennemføre de nødvendige revisioner af Grundloven, abdicerede kong Christian Frederik og vendte tilbage til Danmark 10. oktober 1814. Den 4. november blev kong Karl 13. af Sverige valgt til ny konge af Norge.
Den svenske kronprins Karl Johan, der allerede i 1812 havde foreslået, at England og Sverige skulle dele Danmark, så nu på ny en chance for at true Danmarks eksistens, især da der efter freden i Kiel 1814 stod en stor russisk hær langt oppe i Holsten.
Over for de øvrige allierede Rusland, England med flere hævdede Karl Johan, at både Frederik 6. og prins Christian havde medvirket til den norske befolknings modstand, og derved bidraget til svenske krigsudgifter. Den svenske kronprins nægtede derfor at bekræfte Freden i Kiel og truede Danmark med krig.

### Modtagelsen i Wien – ”Kongressen Danser”
Den danske konge blev vel modtaget af den østrigske Kejser. Et godt stykke ude foran Wiens byport tog kejseren mod Frederik 6. og de sad ved siden af hinanden til slottet Hofburg, hvor kejseren boede. Her blev Frederik 6. installeret med østrigsk følge og østrigske tjenestefolk. Østrigerne hævdede, at dette var for at spare, men sandheden var mere den, at de ville overvåge Frederik 6. og underrette ”Die Geheimpolizei auf dem Wienerkongress” om alle kongens private handlinger og samtaler.
Alligevel var forholdet til den østrigske kejserfamilie under hele Frederik 6.´s ophold i Wien det bedst mulige. Og det forhold, at den danske konge, i modsætning til hvad de fleste af de øvrige fyrster ved Wienerkongressen gjorde, netop ikke isolerede sig fra Wiens befolkning, havde den virkning, at han blev særdeles populær blandt byens befolkning. I sine erindringer "Fêtes et Souvenirs du Congres de Vienne" beskrev grev De la Garde Frederik 6. på følgende måde: "Den lille Mand der med den store Ørnenæse og det hvidblonde Haar er Kongen af Danmark. Politiske Hensyn har fremkaldt en ugunstig Mening overfor ham hos Suverænerne; men hans indtagende Opførsel, hans aabne og ædle Karakter har hurtigt vundet ham alle Hjærter. Hans livlige og muntre Sind, hans behændige Svar er Tiltrækningen ved de kongelige Selskaber; man kalder ham Spasmageren i Suverænernes Brigade. Naar man ser Jævnheden i hans Manerer og ved, hvilken Lykke hans lille Stat nyder, kan man næppe falde paa den Tanke, at han er den mest absolute Monark i Europa."
For øvrigt blev wienerkongressen kendt for at være så overdådigt ledsaget af baller, at udtrykket "Kongressen danser" opstod. At kongressens medlemmer dansede, gjorde valsen socialt acceptabel, hvilket den ikke var tidligere. Den kropsnære dans blev i begyndelsen opfattet som en provokation og vakte moralsk forargelse. Men nu blev Wienervalsen hædret som dansenes konge i Wien.

### Kongressens forhandlinger
Trods den megen morskab foregik der alvorlige forhandlinger ved kongressen, og forslaget fra den svenske kronprins Karl Johan (Bernadotte) om at overtale England til at overtage den jyske halvø og Fyn mod, at Sverige fik Sjælland og de øvrige øer øst for Storebælt, blev affærdiget af England og Rusland. Men Norge var tabt og kongeriget bankerot, sådan som en russisk diplomat bramfrit udtrykte det i forbindelse med Wienerkongressen:
”Visseligt er dette Land, bragt i sidste Yderlighed, og trues med Ruin, ja med Opløsning”.
Allerede før freden i Kiel 1814 havde Frederik 6. formelt indgået en militær alliance med koalitionsstyrkerne, men trods kongens vedholdenhed lykkedes det kun ud over landsdelen Lauenborg at opnå mindre militære tilgodehavender fra russisk side, men reel erstatning for tabet af Norge fik han ikke.
Da Karl Johan måtte opgive sine planer om erobring af Sjælland, søgte han i stedet en aftale med Preussen om, at denne stat overtog Svensk Forpommern mod en erstatningssum til Frederik 6. for tabet af Norge.
Det må medgives, at Frederik 6. ved sin standhaftighed i Wien nok reddede Danmark fra tilintetgørelse eller i hvert fald fra "yderligere partering", men skuffelsen over ikke at få et større økonomisk udbytte med hjem til sit forarmede land gjorde, at han helt gav op. Afrejsen fra Wien skete blandt andet for at undgå yderligere krav og ubehageligheder især fra de tyske stater, og Wienerkongressen endte for Frederik 6.'s. vedkommende som en personlig skuffelse.

### Uden for forhandlingerne
Under Wienerkongressen mødte den danske konge den smukke 18-årige Caroline Seufert. Ganske vist havde det hemmelige østrigske politi advaret kongen, men den kongelige betagelse kom til at belaste den "Det kgl. danske Partikulærkasse" i mere end 50 år. Som August de La Garde skriver: "At Statschatollet måtte bøde for den højsalige Landsfaders erotiske Letsindighed".

## Wienerkongressens betydning
Wienerkongressens bestemmelser angav i hovedsagen rammerne for det 19. århundredes Europa og tiden helt frem til Versailles-freden 1919. Krige, nationale opstande og samlinger (Kongeriget Italien, Tyskland) indebar dog, at flere af de på kongressen trufne beslutninger undervejs blev ændrede.
Wienerkongressen er fortsat det grundlag, hvorpå Schweiz grænser og særlige stilling hviler.
Wienerkongressens beslutninger vedrørende sejlads på internationale europæiske floder, negerslaveriets afskaffelse (for europæiske landes vedkommende) samt diplomaters rang efter ancennitet i det land, de virker i, har fortsat gyldighed den dag i dag.